# Around the Planet
Around the Planet is het tweede studioalbum van het Nederlandse duo Laser Dance. Het album kwam uit in 1988 en is geproduceerd door Erik van Vliet, Michiel van der Kuy en Rob van Eijk. Net als bij het vorige album, Future Generation uit 1987, is dit album door meer labels uitgebracht, waardoor er verschillende indelingen zijn van de nummers, meestal is er dan sprake van bonustracks. Op de A-kant van de lp worden remixnummers gebruikt.

## Tracklist
Originele album
A
1. Shotgun (Into the Night) (Remix)  5:23
2. Battlecry (Remix)  5:46
3. You and Me (Remix)  5:09
4. Mars Invaders (Remix)  5:08

B 
1. Around the Planet  5:44
2. My Mine  5:12
3. Excitation  5:21
4. Final Zone  2:58

Galaxis-cd-versie
1. Shotgun (Into the Night) (Remix)  5:17
2. Battle Cry (Remix)  5:46
3. You & Me (Remix)  5:00
4. Mars Invaders (Remix)  5:07
5. Around the Planet  5:42
6. My Mine  5:17
7. Excitation  5:27
8. Final Zone  2:58
9. Shotgun (Into the Night) (Spacemix) (bonustrack)  8:29

Hotsound Records-cd-versie
1. Shotgun (Into the Night) (Remix)  5:17
2. Battle Cry (Remix)  5:46
3. You & Me (Remix)  5:00
4. Mars Invaders (Remix)  5:07
5. Around the Planet  5:42
6. My Mine  5:17
7. Excitation  5:27
8. Final Zone  2:58
9. Shotgun (Into the Night) (Spacemix) (Bonus track)  8:29
10. Megamix Vol. 2 (Bonus track)  11:19
11. Electro Based (Space Version) (Bonus track)  5:59